# Los Marías
Los Marías är en ort i Mexiko.   Den ligger i kommunen Tlacotepec de Benito Juárez och delstaten Puebla, i den sydöstra delen av landet, 170 km sydost om huvudstaden Mexico City. Los Marías ligger 1 992 meter över havet och antalet invånare är 651.
Terrängen runt Los Marías är platt åt sydväst, men åt nordost är den kuperad. Runt Los Marías är det ganska glesbefolkat, med 32 invånare per kvadratkilometer. Närmaste större samhälle är Tecamachalco, 19,5 km norr om Los Marías. Omgivningarna runt Los Marías är en mosaik av jordbruksmark och naturlig växtlighet.